# Andrea Briosco
Andrea Briosco, Andrea Riccio nebo Il Riccio, také Andrea Crispo (1. dubna 1470 Trento – 8. července 1532 Padova), byl italský sochař, zlatník, medailér a architekt doby renesance. Vynikl bronzovými plastikami.

## Život
Narodil se jako syn milánského zlatníka Ambroggia Briosca, který cestoval po severní Itálii, až se koncem 15. století usadil v Padově, protože tehdy byla prvořadým centrem renesančního výtvarného umění, především trojrozměrných plastik z bronzu a keramiky, zvláště terakoty. Návrhy sloužily k realizacím ve světském interiéru i ve výzdobě funerální architektury. Andrea se patrně vyučil v otcově dílně, poučil se z odkazu padovských sochařů cinquecenta, jako byli Marcantonio Michiel nebo Pomponio Gaurico, i současníků jako Bartolomeo Bellano, s nímž Briosco spolupracoval na výzdobě náhrobní tumby právníků Angela a Paola De Castro, pro kostel Santa Maria dei Servi v Padově. V zavedených žánrových zakázkách pracoval až do roku 1510. Byl občanem Benátské republiky, opakovaně se vracel k práci v Padově (1506–1510, 1512–1516, 1522–1524), dále byl činný v Benátkách (1511, po 1525–1532) a ve Veroně (1516–1521). Zemřel v Padově a byl tam pohřben v chrámě San Giovanni di Verdara. Na jeho náhrobek byla vsazena velká plaketa s jeho portrétem a dedikací "OBSTANTE GENIO" (replika zde v infoboxu), podle níž jde o dílo některého z Brioscových žáků či pokračovatelů.
Andreův bratr Giovanni Battista byl zlatníkem, písemně je doložen jeden jeho stříbrný zlacený krucifix.

## Dílo
Je znám především plaketami s figurálními scénami křesťanskými, mytologickými nebo alegorickými, medailemi, bronzovými plastikami či reliéfy satyrů, olejovými kahany či lampičkami s figurální výzdobou, svícny, dveřními klepadly (tlukadly) a kalamáři se soškami satyrů, satyrek nebo puttů. Monumentální plastiky madon, světců či portrétní busty zemřelých vytvářel pro náhrobky v chrámech, navrhoval také architektonické řešení těchto náhrobků či epitafů. Na náhrobku učence a kněze Antonia Tubety pro padovskou baziliku Del Santo spolupracoval s Vincenzem Grandim. Z monumentálních soch stojí za zmínku oltářní skulptura sv. Martina s žebrákem a legenda o nalezení Kristova kříže z benátských kostelů (obojí nyní v muzeu v paláci Ca' d'Oro).
Jeho práce jsou málokdy signovány (na rubu mívají reliéfní velké psací R); sloužily často jako předlohy pro zlatníky, kovotepce a kovolitce; byly také často kopírovány.

## Galerie

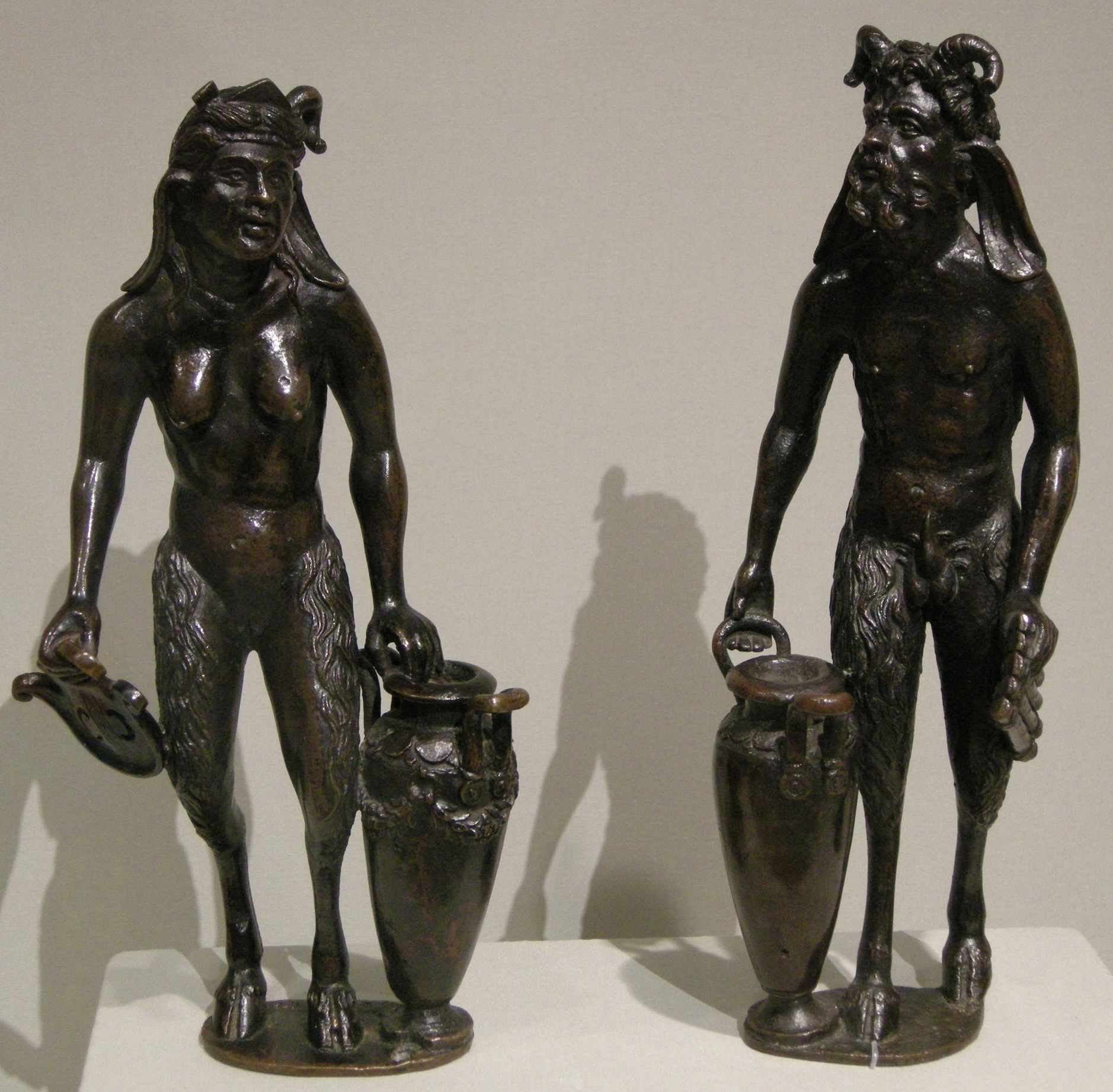
Satyr a satyrka s urnami, 1510-20
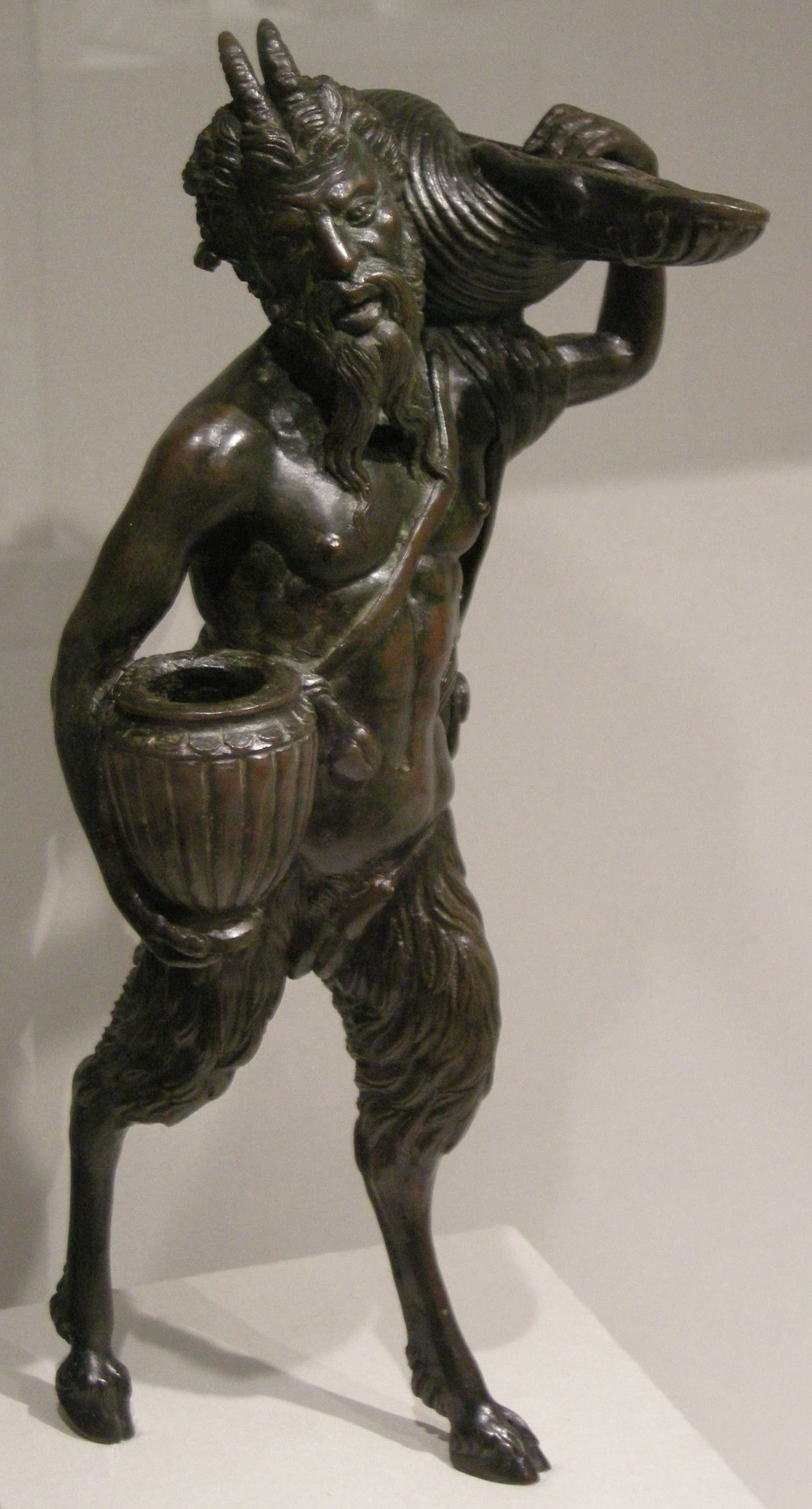
Kalamář se satyrem, bronz, asi 1507
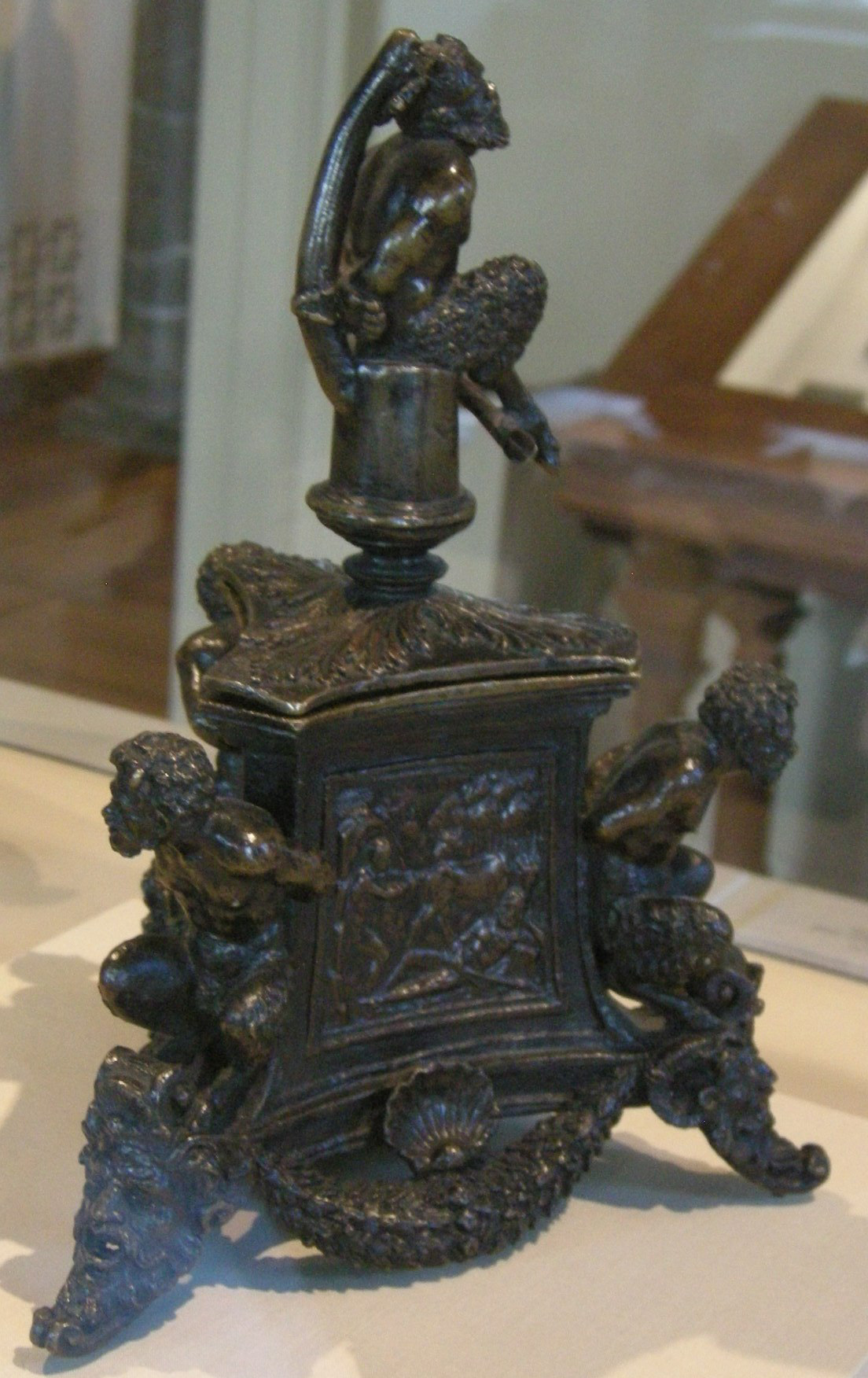
Kalamář se spoutanými satyry, 1500–1525
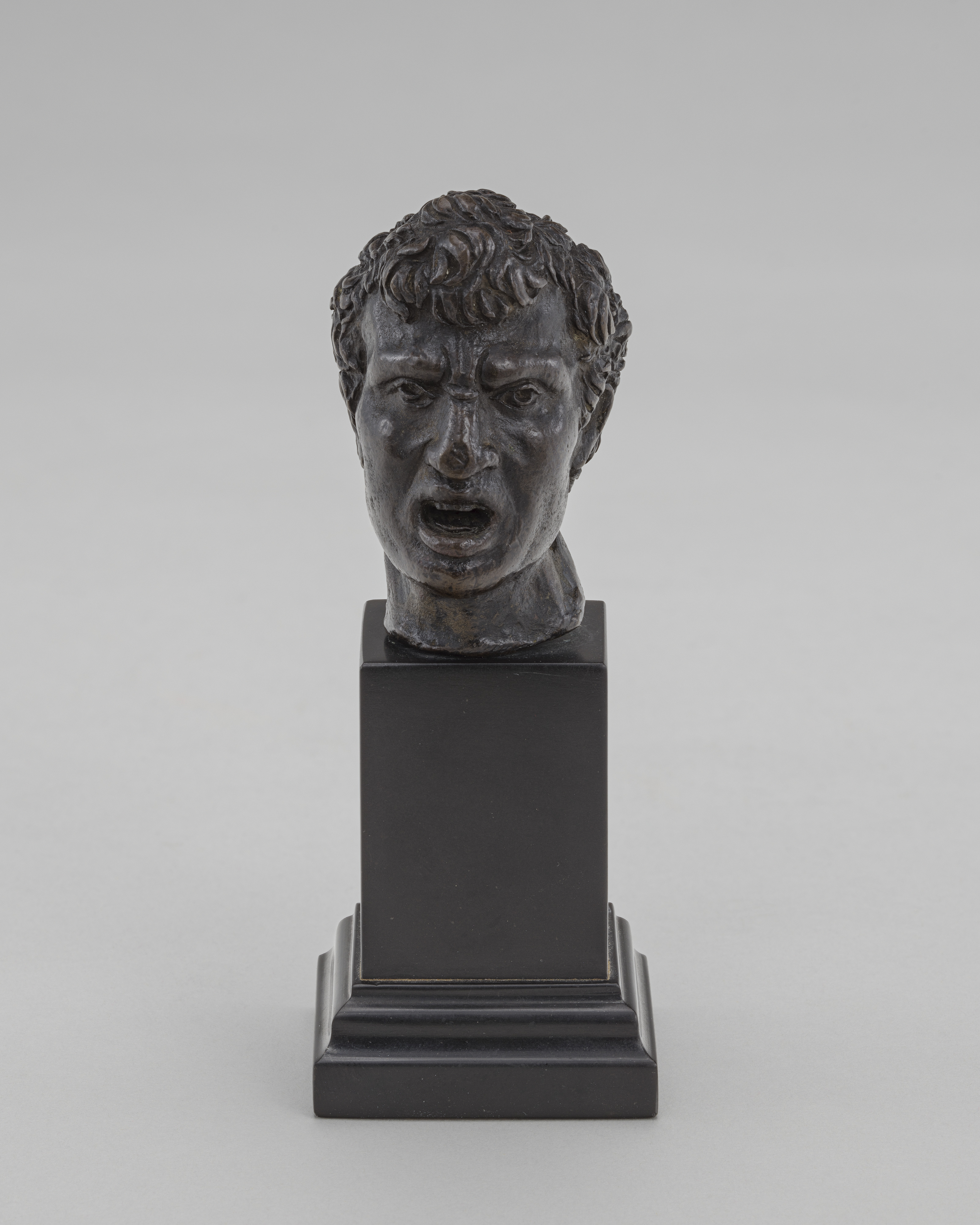
Busta muže (Vulkanus?)
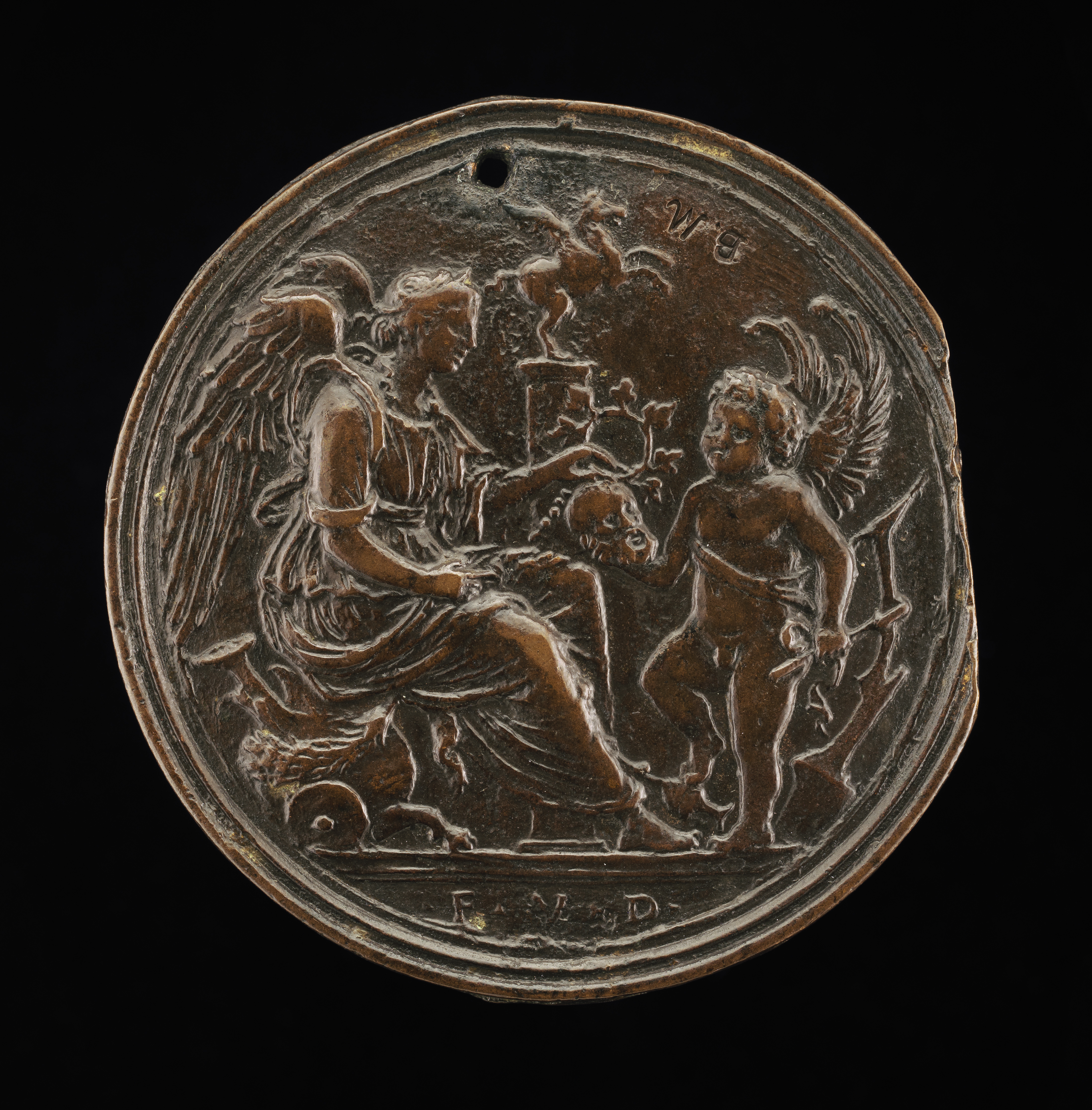
Fáma s érotem
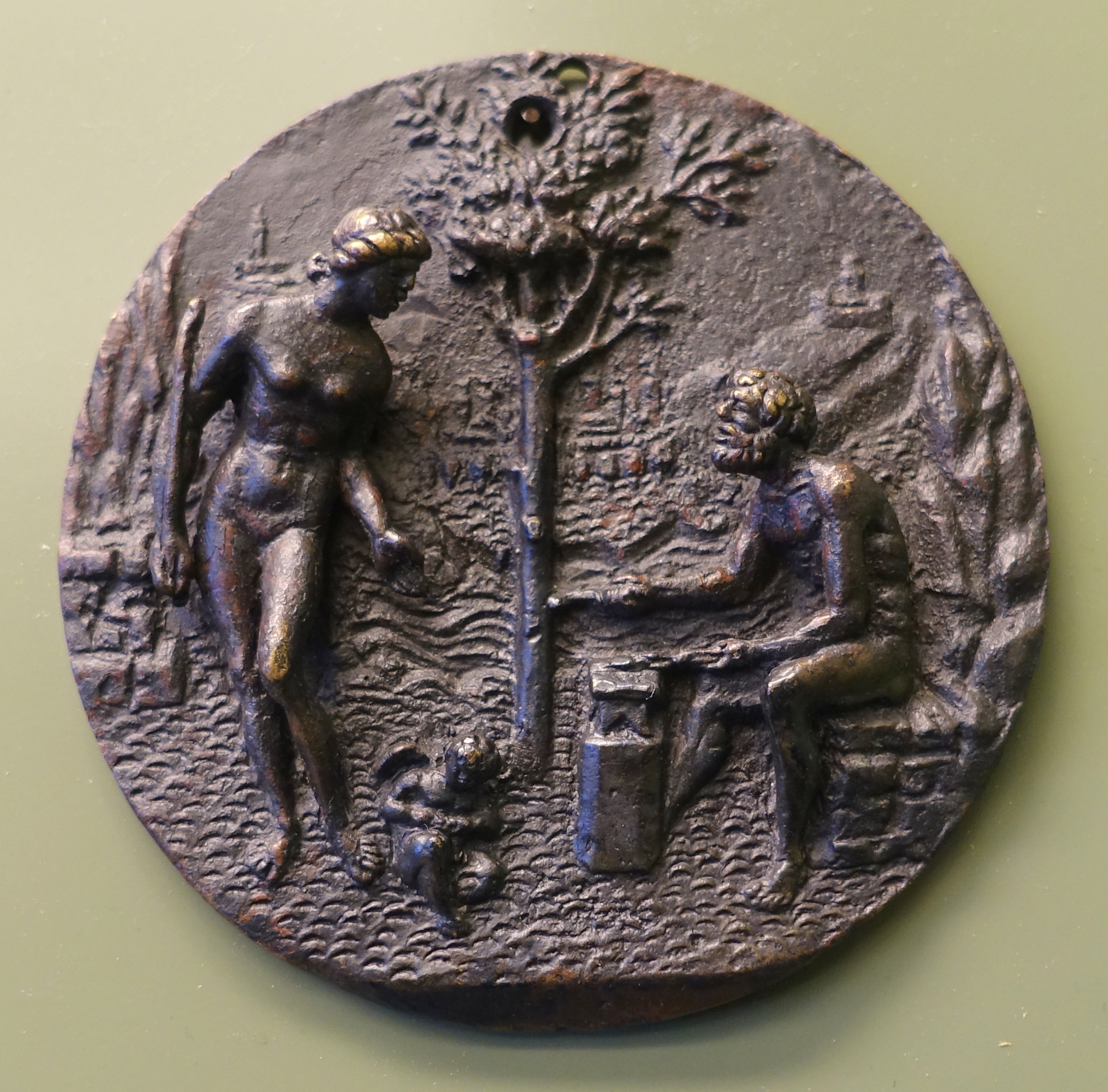
Vulkán kuje šípy pro amora
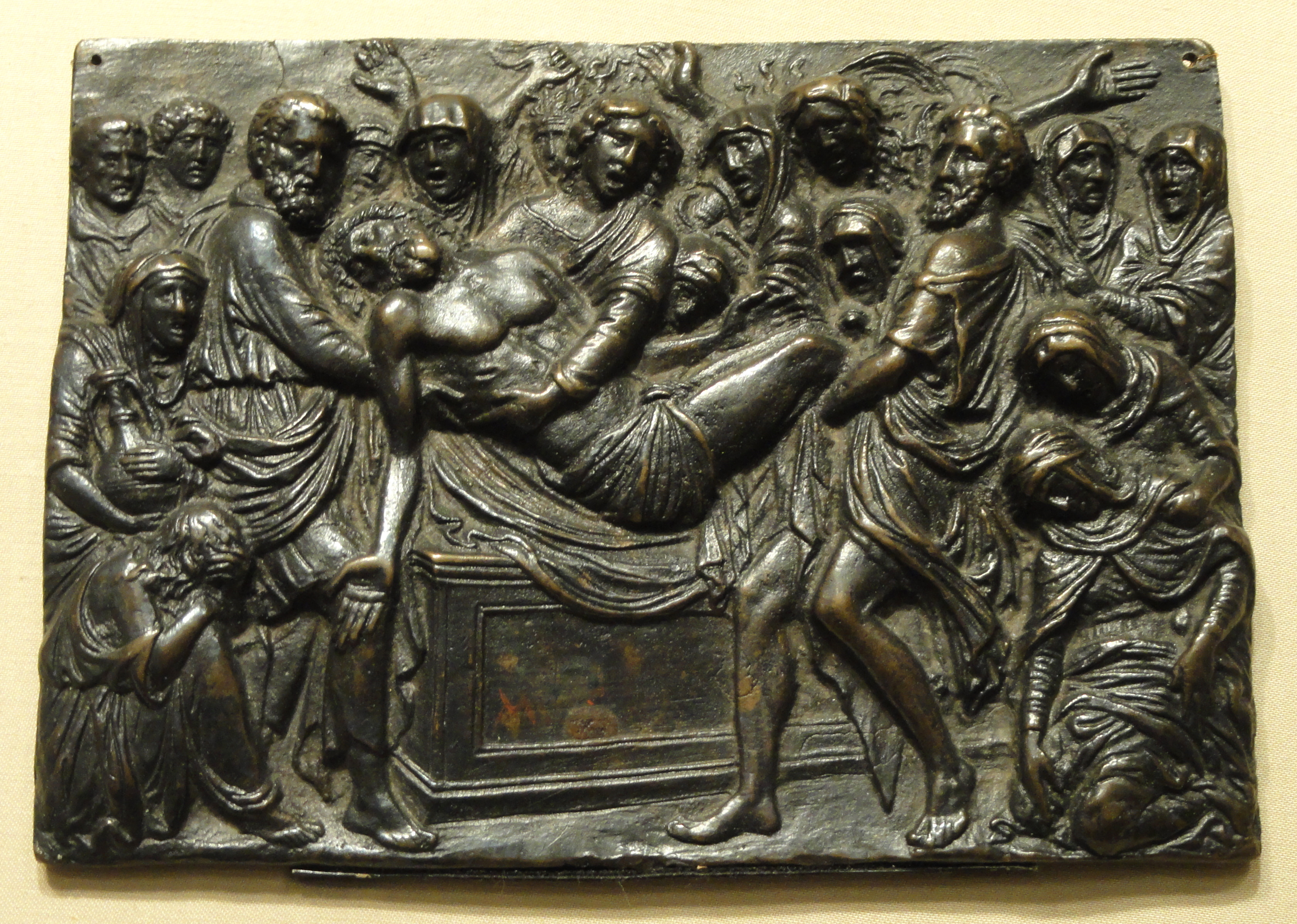
Ukládání Krista do hrobu, 1500–1525
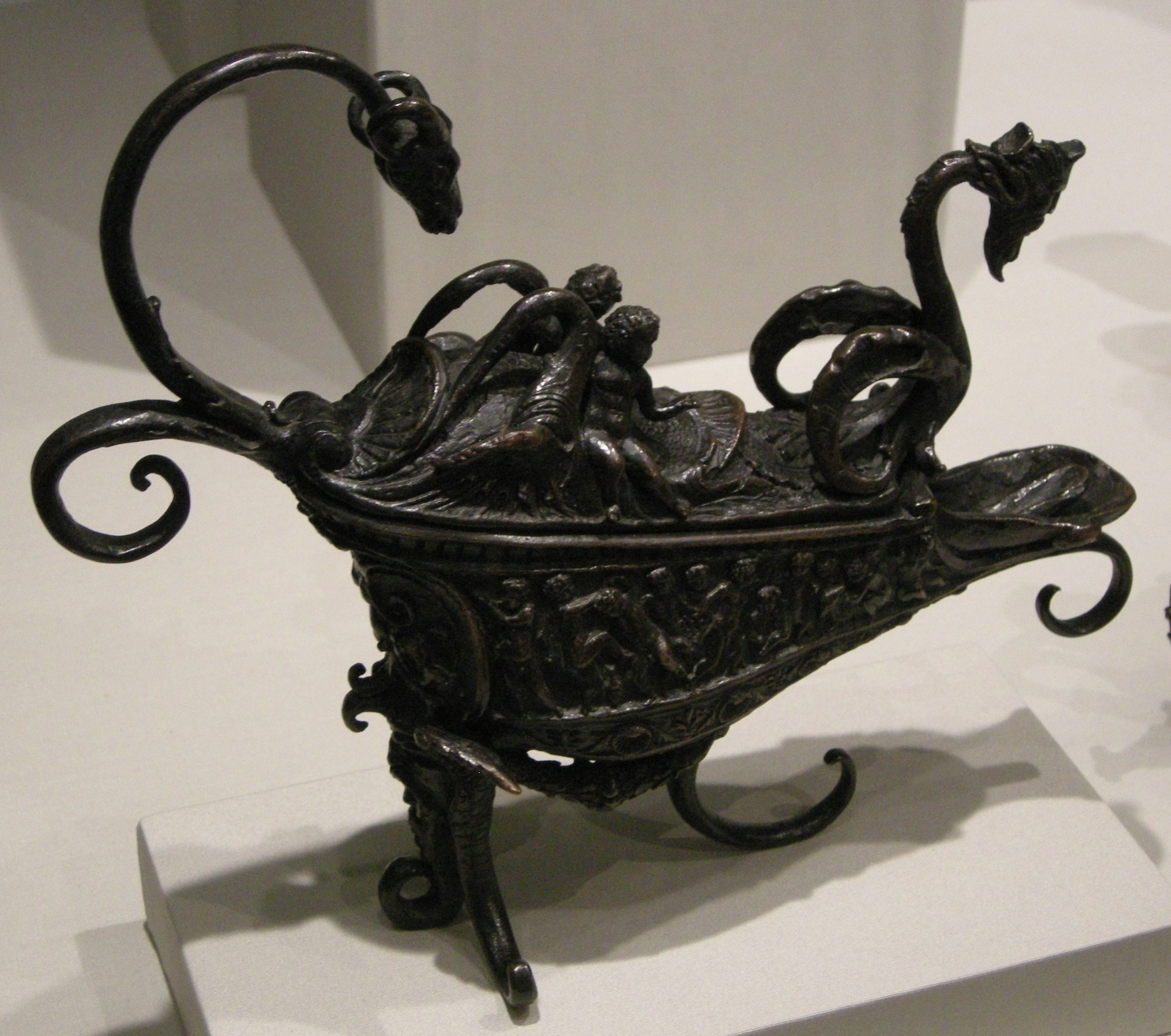
Lampička s putty, 1515-25
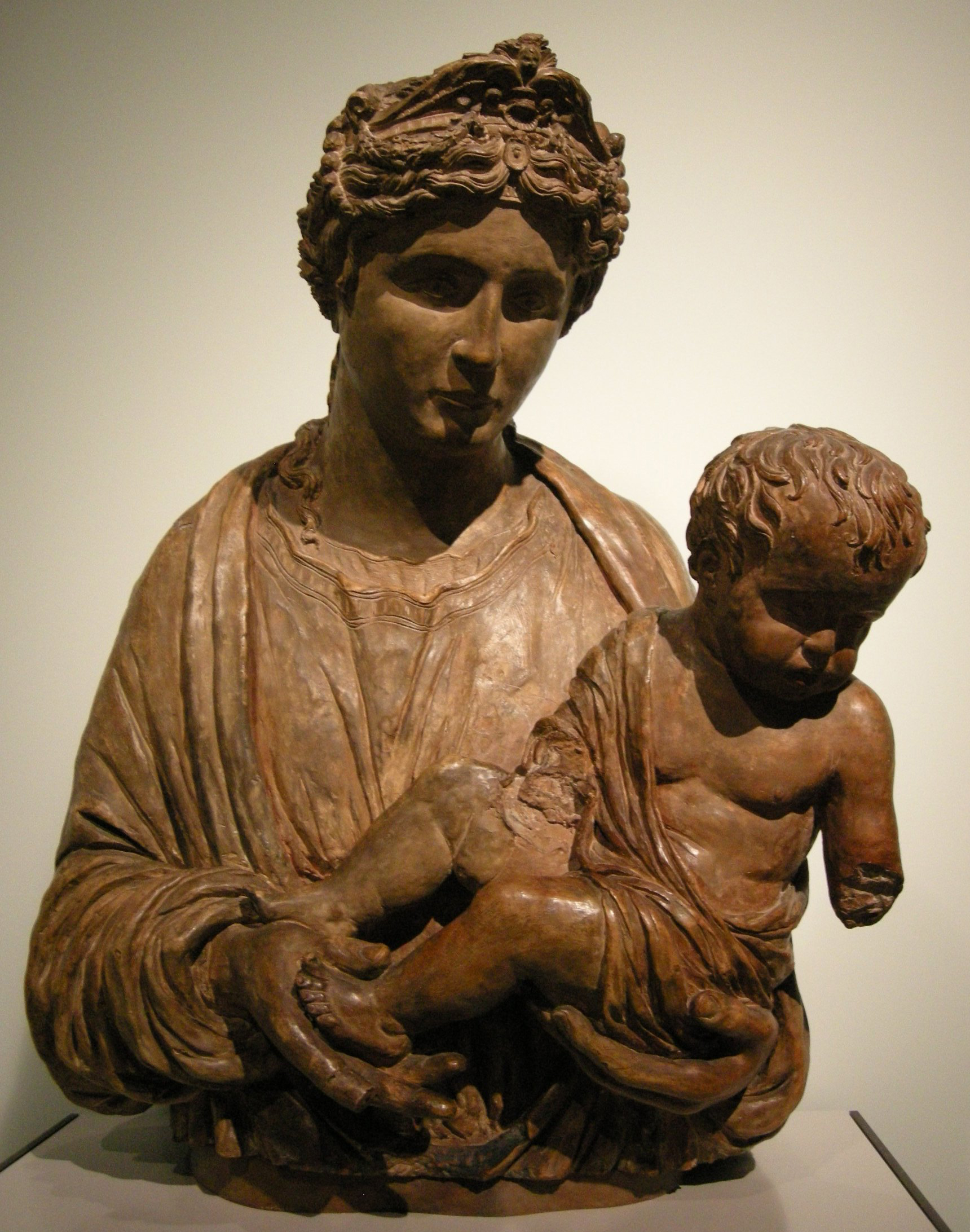
Madona, 1520-25
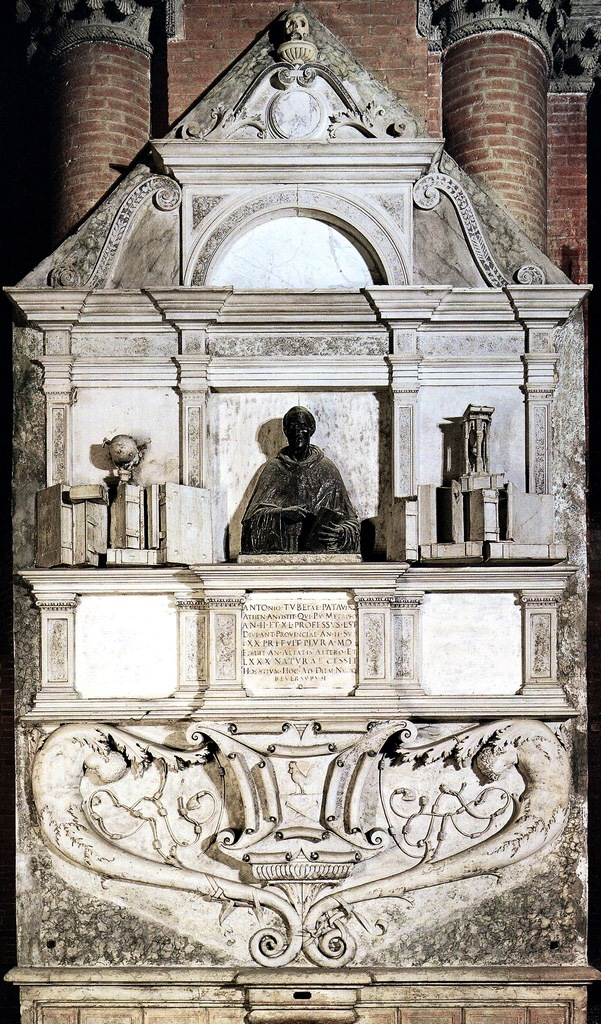
Náhrobek Antonia Tubety, bazilika Del Santo, Padova